# Ковельський провулок (Київ)
Ко́вельський прову́лок — зниклий провулок, що існував у Московському, нині Голосіївському районі Києва, місцевість Деміївка. Пролягав від Ковельської вулиці.

## Історія
Провулок виник на межі XIX — ХХ століття під назвою (2-й) Вітянський. Назву Ковельський (на честь міста Ковель) провулок отримав у 1955 році. Ліквідований у зв'язку зі знесенням частини малоповерхової забудови наприкінці 1970-х — на початку 1980-х років.